# Love U More
"Love U More" is een nummer van de Britse band Sunscreem. Het nummer verscheen op hun debuutalbum O₃ uit 1993. Op 6 juli 1992 verscheen het nummer als de derde single van het album. In juli 1995 werd het gecoverd door de Nederlandse DJ Paul Elstak onder de titel "Luv U More".

## Achtergrond
"Love U More" is geschreven door Sunscreem-toetsenist Paul Carnell en -zangeres Lucia Holm. Het is een van de eerste nummers binnen het technogenre dat in de Verenigde Staten in de bovenste veertig noteringen van de Billboard Hot 100 terechtkwam, met een 36e plaats als hoogste positie. Het is ook de enige single van de groep dat de Hot 100 haalde. Daarnaast werd het in 1993 hun eerste van drie nummer 1-hits in de Amerikaanse Dance Club Songs. In hun thuisland het Verenigd Koninkrijk haalde de single de 23e plaats, terwijl in Australië en Canada respectievelijk de dertigste en 48e plaats werd behaald.
"Love U More" is diverse malen gecoverd, maar bij de meeste covers zijn de verwijzingen naar verkrachting in de tekst weggelaten. In Nederland is de cover van DJ Paul Elstak, die het nummer in 1995 uitbracht in een happy hardcore-versie onder de titel "Luv U More", het bekendst. Zijn versie werd ingezongen door Ingrid Simons. In zowel de Nederlandse Top 40 als de Mega Top 50 behaalde dit nummer de tweede plaats. In 1998 zette Steps een cover met de originele titel op hun album Step One. In 1999 bracht Rollergirl het uit als "Luv U More" en behaalde hiermee diverse Europese hitlijsten; in haar thuisland Duitsland kwam zij tot de negentiende plaats, terwijl in Nederland de 21e plaats in de Top 40 en de achttiende positie in de Mega Top 100 werd bereikt. In 2008 zette Basshunter het nummer op zijn album Now You're Gone - The Album onder de titel "Love You More".

## Hitnoteringen

### DJ Paul Elstak

#### Nederlandse Top 40
| Hitnotering: 03-06-1995 t/m 12-08-1995 | Hitnotering: 03-06-1995 t/m 12-08-1995 | Hitnotering: 03-06-1995 t/m 12-08-1995 | Hitnotering: 03-06-1995 t/m 12-08-1995 | Hitnotering: 03-06-1995 t/m 12-08-1995 | Hitnotering: 03-06-1995 t/m 12-08-1995 | Hitnotering: 03-06-1995 t/m 12-08-1995 | Hitnotering: 03-06-1995 t/m 12-08-1995 | Hitnotering: 03-06-1995 t/m 12-08-1995 | Hitnotering: 03-06-1995 t/m 12-08-1995 | Hitnotering: 03-06-1995 t/m 12-08-1995 | Hitnotering: 03-06-1995 t/m 12-08-1995 | Hitnotering: 03-06-1995 t/m 12-08-1995 |
| Week                                   | 1                                      | 2                                      | 3                                      | 4                                      | 5                                      | 6                                      | 7                                      | 8                                      | 9                                      | 10                                     | 11                                     |                                        |
| -------------------------------------- | -------------------------------------- | -------------------------------------- | -------------------------------------- | -------------------------------------- | -------------------------------------- | -------------------------------------- | -------------------------------------- | -------------------------------------- | -------------------------------------- | -------------------------------------- | -------------------------------------- | -------------------------------------- |
| Positie                                | 22                                     | 8                                      | 6                                      | 2                                      | 2                                      | 3                                      | 4                                      | 3                                      | 6                                      | 22                                     | 38                                     | uit                                    |

#### Mega Top 50
| Hitnotering: 10-06-1995 t/m 12-08-1995 | Hitnotering: 10-06-1995 t/m 12-08-1995 | Hitnotering: 10-06-1995 t/m 12-08-1995 | Hitnotering: 10-06-1995 t/m 12-08-1995 | Hitnotering: 10-06-1995 t/m 12-08-1995 | Hitnotering: 10-06-1995 t/m 12-08-1995 | Hitnotering: 10-06-1995 t/m 12-08-1995 | Hitnotering: 10-06-1995 t/m 12-08-1995 | Hitnotering: 10-06-1995 t/m 12-08-1995 | Hitnotering: 10-06-1995 t/m 12-08-1995 | Hitnotering: 10-06-1995 t/m 12-08-1995 | Hitnotering: 10-06-1995 t/m 12-08-1995 |
| Week                                   | 1                                      | 2                                      | 3                                      | 4                                      | 5                                      | 6                                      | 7                                      | 8                                      | 9                                      | 10                                     |                                        |
| -------------------------------------- | -------------------------------------- | -------------------------------------- | -------------------------------------- | -------------------------------------- | -------------------------------------- | -------------------------------------- | -------------------------------------- | -------------------------------------- | -------------------------------------- | -------------------------------------- | -------------------------------------- |
| Positie                                | 28                                     | 12                                     | 5                                      | 2                                      | 3                                      | 5                                      | 11                                     | 19                                     | 31                                     | 47                                     | uit                                    |

#### NPO Radio 2 Top 2000
| Nummer met noteringen in de NPO Radio 2 Top 2000 | '18  | '19  | '20  | '21  | '22  | '23  | '24  |
| ------------------------------------------------ | ---- | ---- | ---- | ---- | ---- | ---- | ---- |
| Luv U More                                       | 1034 | 1083 | 1155 | 1178 | 1037 | 1152 | 1002 |

1. ↑  Een vetgedrukt getal geeft de hoogste notering aan.
2. ↑  2018 was het eerste jaar met een notering voor dit nummer.

### Rollergirl

#### Nederlandse Top 40
| Hitnotering: 25-03-2000 t/m 29-04-2000 | Hitnotering: 25-03-2000 t/m 29-04-2000 | Hitnotering: 25-03-2000 t/m 29-04-2000 | Hitnotering: 25-03-2000 t/m 29-04-2000 | Hitnotering: 25-03-2000 t/m 29-04-2000 | Hitnotering: 25-03-2000 t/m 29-04-2000 | Hitnotering: 25-03-2000 t/m 29-04-2000 | Hitnotering: 25-03-2000 t/m 29-04-2000 |
| Week                                   | 1                                      | 2                                      | 3                                      | 4                                      | 5                                      | 6                                      |                                        |
| -------------------------------------- | -------------------------------------- | -------------------------------------- | -------------------------------------- | -------------------------------------- | -------------------------------------- | -------------------------------------- | -------------------------------------- |
| Positie                                | 33                                     | 21                                     | 21                                     | 24                                     | 30                                     | 40                                     | uit                                    |

#### Mega Top 100
| Hitnotering: 11-03-2000 t/m 20-05-2000 | Hitnotering: 11-03-2000 t/m 20-05-2000 | Hitnotering: 11-03-2000 t/m 20-05-2000 | Hitnotering: 11-03-2000 t/m 20-05-2000 | Hitnotering: 11-03-2000 t/m 20-05-2000 | Hitnotering: 11-03-2000 t/m 20-05-2000 | Hitnotering: 11-03-2000 t/m 20-05-2000 | Hitnotering: 11-03-2000 t/m 20-05-2000 | Hitnotering: 11-03-2000 t/m 20-05-2000 | Hitnotering: 11-03-2000 t/m 20-05-2000 | Hitnotering: 11-03-2000 t/m 20-05-2000 | Hitnotering: 11-03-2000 t/m 20-05-2000 | Hitnotering: 11-03-2000 t/m 20-05-2000 |
| Week                                   | 1                                      | 2                                      | 3                                      | 4                                      | 5                                      | 6                                      | 7                                      | 8                                      | 9                                      | 10                                     | 11                                     |                                        |
| -------------------------------------- | -------------------------------------- | -------------------------------------- | -------------------------------------- | -------------------------------------- | -------------------------------------- | -------------------------------------- | -------------------------------------- | -------------------------------------- | -------------------------------------- | -------------------------------------- | -------------------------------------- | -------------------------------------- |
| Positie                                | 89                                     | 38                                     | 24                                     | 18                                     | 20                                     | 26                                     | 27                                     | 43                                     | 58                                     | 62                                     | 83                                     | uit                                    |